# Număr stelat

Tabla jocului de dame chinezești are 121 de câmpuri

Un număr stelat este un număr figurativ centrat, o hexagramă (stea cu șase vârfuri) centrată, cum ar fi steaua lui David, sau tabla jocului de dame chinezești.

## Descriere
Al n-lea număr stelat este dat de formula:
{\displaystyle S_{n}=6n(n-1)+1.}
Între numerele stelate există relația de recurență:
{\displaystyle S_{n}=S_{n-1}+12(n-1).}
Primele 43 de numere stelate sunt: 1, 13, 37, 73, 121, 181, 253, 337, 433, 541, 661, 793, 937, 1093, 1261, 1441, 1633, 1837, 2053, 2281, 2521, 2773, 3037, 3313, 3601, 3901, 4213, 4537, 4873, 5221, 5581, 5953, 6337, 6733, 7141, 7561, 7993, 8437, 8893, 9361, 9841, 10333, 10837.
Rădăcina digitală a unui număr stelat este întotdeauna 1 sau 4 și progresează în secvența 1, 4, 1. Ultimele două cifre ale unui număr stelat din baza 10 sunt întotdeauna 01, 13, 21, 33, 37 , 41, 53, 61, 73, 81 sau 93.
Un număr unic între numerele stelate este 35113, deoarece factorii săi primi (13, 37 și 73) sunt și ele numere stelate consecutive.

## Relațiile cu alte tipuri de numere
Geometric, al n-lea număr stelat este format dintr-un punct central și 12 copii ale celui de al (n–1)-lea număr triunghiular, ceea ce îl face numeric egal cu al n-lea număr centrat dodecagonal, dar aranjat diferit.
Un număr infinit numere stelate sunt și numere triunghiulare, primele patru fiind: S1 = 1 = T1, S7 = 253 = T22, S91 = 49141 = T313, and S1261 = 9533161 = T4366.
De asemenea, un număr infinit numere stelate sunt și numere pătrate, primele patru fiind: S1 = 12, S5 = 121 = 112, S45 = 11881 = 1092, and S441 = 1164241 = 10792.
Un număr stelat prim este un număr stelat care este și prim. Primele câteva numere stelate prime sunt: 13, 37, 73, 181, 337, 433, 541, 661, 937.
Termenul de număr stelat sau număr stea este uneori folosit pentru numerele octogonale